# Poncione Rosso
Il Poncione Rosso (2.505 m s.l.m.) è una montagna delle Alpi Ticinesi e del Verbano nelle Alpi Lepontine.

## Descrizione
Si trova in Svizzera (Canton Ticino). La montagna si trova tra la valle Verzasca e la valle Riviera.